# Marianne Loir
Marianne Loir o Marie-Anne Loir (1705-1783) fue una pintora francesa. 
Nacida en una familia de plateros, se especializó en la realización de retratos. Su padre era Nicolas Loir (1624-1779), y era hermana del escultor Alexis III Loir (1712-1785).

## Carrera artística

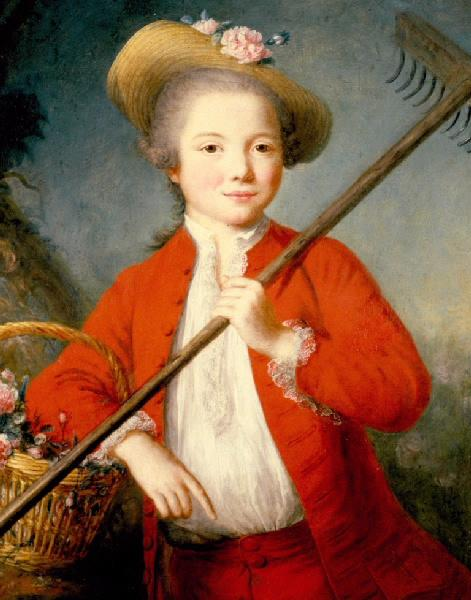
Retrato de Antoine Duplaa

Se cree que fue educada por el pintor académico Jean-François de Troy entre 1738 y 1746, cuando este era director de la academia francesa en Roma. 
En 1763, se encuentra activa profesionalmente en París donde pinta en septiembre el retrato de Antoine Duplàa.
En 1765 abandona París para residir en la Provenza, pasando a ser miembro de la Academia de bellas artes de Marsella en 1762. Pasa temporadas en Pau y en Toulouse.
Se le han atribuido con seguridad diez retratos. En la colección permanente del Museo Nacional de Mujeres Artistas, en Washington D. C., se conserva el Presumed Portrait of Madame Geoffrin («Supuesto retrato de la Sra. Geoffrin»), pintado por Loir.

## Obras en colecciones públicas
En Estados Unidos
- Washington, Museo Nacional de Mujeres Artistas : Portrait présumé de Madame Geoffrin, hacia 1760, óleo sobre lienzo.

En Francia
- Burdeos, Museo de Bellas Artes de Burdeos : Portrait de Gabrielle Emilie Le Tonnelier de Breteuil, marquise du Châtelet, hacia 1740 (atribuida), óleo sobre lienzo, 118 × 96 cm ;
- Castries, castillo de Castries : Retrato del caballero de Fleury, hacia 1760, óleo sobre lienzo, 78,5 × 63,1 cm ;
- Orléans, Musée des beaux-arts : Portrait d'homme, antes de 1769, óleo sobre lienzo ; 80 × 64 cm;[1]
- Saint-Lô, musée des beaux-arts : Retrato de Marie Charles Auguste Grimaldi (1722-1749), condesa de Matignon, hermana del príncipe de Monaco, hacia 1740 (atribuida), óleo sobre lienzo ;
- Tours, Museo de Bellas Artes de Tours :
  - Retrato de Antoine-Vincent-Louis-Barbe Duplàa a la edad de 9 años, 1763, óleo sobre lienzo ; 75 × 59 cm;[2]
  - L'Enfant au râteau, óleo sobre lienzo, 75 × 59 cm ;

En el Reino Unido
- Barnard Castle, Bowes Museum : Portrait d'un gentilhomme écrivant (Retrato de un joven escritor), hacia 1750 (atribuido ), óleo sobre lienzo, 112 × 86,7 cm  ;

## Obras referenciadas no localizadas
- Portrait du Duc de Bourbon, 1737-1738, óleo sobre lienzo;[3]
- Portrait de J. N. Regnault, óleo sobre lienzo.[4]